# سامسونگ ایندیا سافتور سنتر
سامسونگ ایندیا سافتور سنتر (انگلیسی: Samsung India Software Centre) شرکت نرم‌افزار هندی است، که در سال ۲۰۰۷ توسط شرکت سامسونگ الکترونیکس تأسیس شد.